# Lista de vereadores de Casimiro de Abreu (Rio de Janeiro)
Esta é a lista de vereadores de Casimiro de Abreu, município brasileiro do estado do Rio de Janeiro.
A Câmara Municipal de Casimiro de Abreu, é formada por nove representantes.

## 21ª Legislatura (2021–2024)
Estes são os vereadores eleitos nas eleições de 15 de novembro de 2020, pelo período de 1° de janeiro de 2021 a 31 de dezembro de 2024:
| Mesa Diretora (2021-2022)                 |                       |                        |                           |
| Nome                                      | Início do mandato     | Fim do mandato         | Cargo                     |
| Marcos Frese Miller (PDT)                 | 1º de janeiro de 2021 | 31 de dezembro de 2022 | Presidente da Câmara      |
| Carlos Eduardo do Couto Paschoal (PDT)    | 1º de janeiro de 2021 | 31 de dezembro de 2022 | Vice-presidente da Câmara |
| Wellington Azevedo dos Santos (PRTB)      | 1º de janeiro de 2021 | 31 de dezembro de 2022 | 1º Secretário             |
| Pedro Ygor Gadelha Mota dos Santos (Cid.) | 1º de janeiro de 2021 | 31 de dezembro de 2022 | 2º Secretário             |

|   | Nome                                                                                         | Partido                                         | Votos | %    | Observações |
| - | -------------------------------------------------------------------------------------------- | ----------------------------------------------- | ----- | ---- | ----------- |
| 1 | Marcos Frese Miller, Marquinho da Vaca Mecânica (2021-2022) (Casimiro de Abreu, 19.08.1980–) | Partido Democrático Trabalhista (PDT)           | 1.526 | 6,72 | 2º mandato  |
| 2 | Carlos Eduardo do Couto Paschoal, Carlos de Itamar (Casimiro de Abreu, 20.01.1974–)          | Partido Democrático Trabalhista (PDT)           | 766   | 3,37 | 1º mandato  |
| 3 | Tiago Magalhães Vieira (Santa Isabel, 29.10.1982–)                                           | Partido Democrático Trabalhista (PDT)           | 753   | 3,31 | 1º mandato  |
| 4 | Wellington Azevedo dos Santos (Guaçuí, 21.11.1982–)                                          | Partido Renovador Trabalhista Brasileiro (PRTB) | 687   | 3,02 | 1º mandato  |
| 5 | Maria de Fátima Pereira Canêjo Francisco (Vitória de Santo Antão, 23.07.1963–)               | Partido Social Democrático (PSD)                | 665   | 2,93 | 1º mandato  |
| 6 | Victor Ferreira Varela, Vitor de Doca (Macaé, 21.02.1982–)                                   | Partido Social Democrático (PSD)                | 592   | 2,61 | 1º mandato  |
| 7 | Leonardo da Rocha Izidoro, Léo da Bomba (Nova Iguaçu, 06.11.1978–)                           | Partido Renovador Trabalhista Brasileiro (PRTB) | 549   | 2,42 | 1º mandato  |
| 8 | Pedro Ygor Gadelha Mota dos Santos (Casimiro de Abreu, 24.02.1988–)                          | CIDADANIA                                       | 464   | 2,04 | 1º mandato  |
| 9 | Marcelo Mota Gaião, Bairro São João (Rio de Janeiro, 10.04.1980–)                            | Podemos (PODE)                                  | 445   | 1,96 | 1º mandato  |

## 20ª Legislatura (2017–2020)
Estes são os vereadores eleitos nas eleições de 2 de outubro de 2016, pelo período de 1° de janeiro de 2017 a 31 de dezembro de 2020:
|   | Nome                                                                             | Partido                                            | Votos | %    | Observações |
| - | -------------------------------------------------------------------------------- | -------------------------------------------------- | ----- | ---- | ----------- |
| 1 | Dr. Adriano dos Santos Lima (Rio de Janeiro, 01.06.1974–)                        | Partido Verde (PV)                                 | 1.008 | 4,38 | 1º mandato  |
| 2 | Bruno Miranda (Casimiro de Abreu, 01.06.1978–)                                   | Partido Socialista Brasileiro (PSB)                | 924   | 4,01 | 1º mandato  |
| 3 | Rafael Jardim Pereira Ramos (2017-2018) (Casimiro de Abreu, 04.05.1981–)         | Partido Socialista Brasileiro (PSB)                | 916   | 3,98 | 1º mandato  |
| 4 | Ramon Dias Gidalte (Rio de Janeiro, 06.01.1964–)                                 | Partido Popular Socialista (PPS)                   | 860   | 3,74 | 1º mandato  |
| 5 | Ozilei Alves Moreira, Lelei da Marmoraria (2019-2020) (Inhapi, 08.09.1969–)      | Partido Social Liberal (PSL)                       | 779   | 3,38 | 1º mandato  |
| 6 | Ademilson Amaral da Silva, Bitó (Rio de Janeiro, 01.10.1972–)                    | Partido Social Cristão (PSC)                       | 775   | 3,37 | 1º mandato  |
| 7 | Marcos Frese Miller, Marquinho da Vaca Mecânica (Casimiro de Abreu, 19.08.1980–) | Partido Ecológico Nacional (PEN)                   | 760   | 3,30 | 1º mandato  |
| 8 | Alex da Silva Neves (Nova Iguaçu, 27.05.1975–)                                   | Partido Socialista Brasileiro (PSB)                | 693   | 3,01 | 1º mandato  |
| 9 | Leilson Ribeiro da Silva, Nenem da Barbearia (São João da Barra, 01.12.1976–)    | Partido do Movimento Democrático Brasileiro (PMDB) | 643   | 2,79 | 1º mandato  |

## Legenda
| Cor  | Significado          |
| Bege | Presidente da Câmara |
| Azul | Suplente             |